# Zmrzlé pleso
Zmrzlé pleso je karové ledovcové jezero v Ťažké dolině (České dolině) ve Vysokých Tatrách na Slovensku. Má rozlohu 2,2015 ha a je 285 m dlouhé a 172 m široké. Dosahuje maximální hloubky 12,5 m. Objem činí 86 269 m³. Leží v nadmořské výšce 1762,2 m.

## Okolí
Pleso se nachází v kotli Zmrzlého plesa. Na severu nad plesem končí hřeben Ťažké veže (České veže). Na východě Ťažká dolina zvolna stoupá a nad ní se ční vrchol Rysů a na jihu pak hřeben pokračuje vrcholy Ťažkého štítu (Českého štítu), Vysoké, a Malého Ganku. Na západě se zvedá v několika stupních rameno Kačací veže. Sněhovo-ledový splaz z Vysoké a Ťažkého štítu vytváří každé jaro u jihovýchodního břehu sutinový ostrůvek dlouhý 10 m a široký 20 m, který dosahuje výšky až 4 m. Okolí plesa je kamenité.

## Vodní režim
Pleso nemá žádný povrchový přítok. Z plesa odtéká Ťažký potok (Český potok) na severovýchod do Ťažkého plesa (Českého plesa), přičemž na prahu pod plesem vytváří třicetimetrový vodopád. Rozměry jezera v průběhu času zachycuje tabulka:
| Rok     | Měření prováděl   | Rozloha ha | Délka m | Šířka m | Hloubka max.m | Objem m³ |
| ------- | ----------------- | ---------- | ------- | ------- | ------------- | -------- |
| 1929    | Wiktor Ormicki    | 3,5420     | 296     | 209     | 16,0          | [ 3 ]    |
| 1929    | Franz Stummer     | 1,8430     | 258     | 138     | 13,8          | [ 3 ]    |
| 1961–67 | pracovníci TANAPu | 2,1900     | 285     | 172     | 9,9           | [ 3 ]    |
| 2005    | Gregor, Pacl      | 2,2015     | [ 3 ]   | [ 3 ]   | 12,5          | 86 269   |

## Přístup
Pleso je přístupné pěšky pouze s horským vůdcem v rámci výstupů do sedel Pustá lávka nebo Váha. Z Javoriny trvá výstup k plesu 5 hodin.